# Haena
Haena es un lugar designado por el censo ubicado en el condado de Kauai en el estado estadounidense de Hawái. En el año 2010 tenía una población de 431 habitantes.

## Geografía
Haena se encuentra ubicado en las coordenadas 22°13′7″N 159°33′40″O / 22.21861, -159.56111.